# Las Rojas
Las Rojas és una pel·lícula western argentina-uruguaiana de 2022 dirigida per Matías Lucchesi. Narra la història d'una paleontòloga que fa un descobriment d'un animal mític, però arriba una altra col·lega per a supervisar la troballa i sembra el dubte sobre la seva veracitat, no obstant això, ambdues s'uneixen quan descobreixen que un home té plans d'explotació a la regió després d'assabentar-se de la troballa. És protagonitzada per Mercedes Morán, Natalia Oreiro i Diego Velázquez. La pel·lícula es va estrenar a les sales de cinemes de l'Argentina el 14 d'abril de 2022 sota la distribució de Star Distribution. Poc després, Star+ va adquirir els drets de la pel·lícula per a estrenar-la en el seu catàleg el 17 de juny de 2022.

## Argument
Carlota (Mercedes Morán) és una paleontòloga que recentment va descobrir restes fòssils d'un hipogrif, un animal mític que té cap, ales, arpes d'àguila i cos de lleó. D'aquesta manera, va aconseguir accedir a uns generosos fons de diners d'una fundació que soluciona totes les seves despeses. No obstant això, la recerca va avançar poc i gairebé res al llarg dels anys, per la qual cosa es va començar a gestar rumors d'una malversació, per la qual cosa, la institució decideix enviar a Constanza (Natalia Oreiro), perquè porti endavant una supervisió en la reserva.
Durant el sojorn, Carlota i Constança tenen un xoc de personalitats així que es coneixen, ja que Carlota se sent insultada en estar sent investigada per algú a qui considera d'un rang menor que ella. Malgrat això, ambdues uneixen les seves forces quan apareix Freddy (Diego Velázquez), un home que té una figura temoritzant i planeja explotar les terres on es va realitzar el descobriment del mític animal.

## Repartiment
- Natalia Oreiro com Constanza Córdova.
- Mercedes Morán com Carlota Schönfeld-Müller.
- Diego Velázquez com Freddy.
- Alberto Leiva com Isidro.
- Giampaolo Samá com Renato Martinucci.

## Recepció

### Comentaris de la crítica
La pel·lícula va rebre crítiques favorables per part de la premsa. Ezequiel Boetti del diari Página/12 va puntuar a la pel·lícula amb un 7, indicant «conjuga la presència de dues dones fortes, decidides i autosuficients». Per la seva part, Jorge Montiel del periòdic Clarín va descriure al guió com a «interessant» i «sorprenent», mentre que l'actuació de Morán és de «qualitat», la dOreiro és «esplèndida en la seva maduresa» i Velázquez «desperta inquietud amb la seva sibil·lina presència». Javier Franco del portal d'internet Cinéfilo serial va destacar que la cinta conta «una història ben executada i sense caps per lligar», i que «el parell protagonista genera una química correcta». En una ressenya pel lloc web Otros cines, Diego Batlle va escriure que la pel·lícula presenta «elements dramàtics cautivantes, un imponent desplegament visual i sonor, i un indubtable professionalisme dels seus intèrprets».
D'altra banda, Tobías Saura de Four Cinema va valorar que el film té «un estilisme i fotografia correcta» i que «les actuacions en la seva majoria són bones», no obstant això, va qüestionar que «si bé la pel·lícula no arriba a avorrir, tampoc aconsegueix entretenir». Marcelo Stiletano del diari La Nación va ressaltar que la pel·lícula «és una atractiva aproximació local al gènere, amb una notable composició de Natalia Oreiro, que es permet jugar més d'una vegada (i sobretot en els moments exactes) amb el mite i amb el fantàstic».

### Premis i nominacions
| Llista de premis i nominacions | Llista de premis i nominacions | Llista de premis i nominacions | Llista de premis i nominacions | Llista de premis i nominacions | Llista de premis i nominacions |
| Any                            | Organització                   | Categoria                      | Nominat/a(s)                   | Resultat                       | Ref(s)                         |
| ------------------------------ | ------------------------------ | ------------------------------ | ------------------------------ | ------------------------------ | ------------------------------ |
| 2023                           | Premis Cóndor de Plata         | Millor actriu                  | Mercedes Morán                 | Nominat                        | [ 12 ]                         |
| 2023                           | Premis Cóndor de Plata         | Millor actriu                  | Natalia Oreiro                 | Nominat                        | [ 12 ]                         |
| 2023                           | Premis Cóndor de Plata         | Millor actor de repartiment    | Diego Velázquez                | Nominat                        | [ 12 ]                         |
| 2023                           | Premis Cóndor de Plata         | Millor fotografia              | Ramiro Civita                  | Nominat                        | [ 12 ]                         |